# Richard Holbrooke

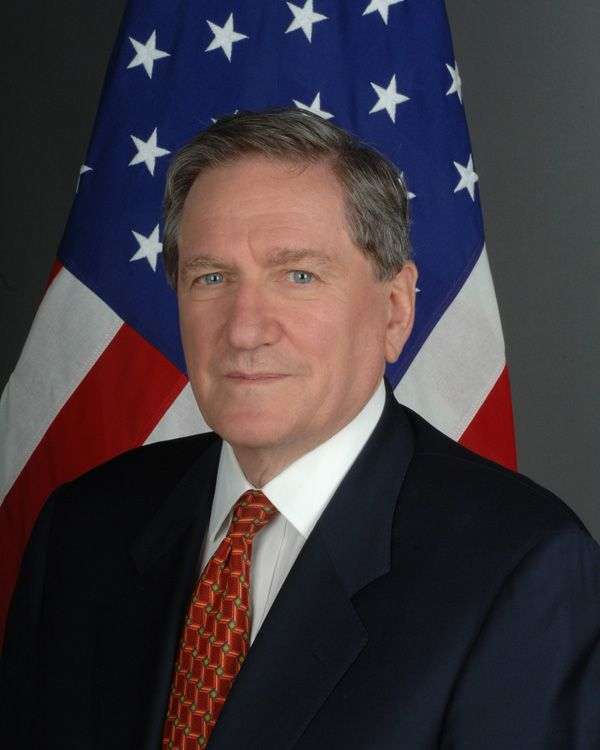
Richard Holbrooke (2009)

Richard Charles Albert Holbrooke (* 24. April 1941 in New York City; † 13. Dezember 2010 in Washington, D.C.) war ein US-amerikanischer Spitzendiplomat, Geschäftsmann, Publizist und Zeitungsverleger.
International bekannt wurde er als US-Sondergesandter für den Balkan in den 1990er Jahren. Er gilt als „Architekt“ des Dayton-Abkommens, mit dem der Bosnienkrieg beigelegt wurde. Von 2009 bis zu seinem Tod war er US-Sondergesandter für Afghanistan und Pakistan.

## Leben und Wirken
Richard Holbrooke wurde 1941 in New York als älterer der beiden Söhne des Arztes Dan Holbrooke und dessen Frau Trudi, geborene Moos, geboren. Holbrookes Eltern, beide Juden, stammten aus Europa und waren Ende der 1930er Jahre in die USA eingewandert. Der Vater, der seinen Namen in den USA ändern ließ, stammte aus Polen und starb, als sein älterer Sohn 15 Jahre alt war. Seine Mutter Trudi war Hamburgerin und hatte ihre Familie unmittelbar nach der Machtübernahme der Nationalsozialisten Richtung Argentinien verlassen. Holbrooke besuchte die High School in Scarsdale, New York, wo David Rusk, der Sohn des späteren Außenministers Dean Rusk, sein bester Freund wurde und studierte anschließend Geschichte, internationale Politik und Deutsch an der Brown University. Nach Abschluss seines Studiums 1962 bewarb er sich bei der New York Times, trat jedoch in den Auswärtigen Dienst ein, nachdem die New York Times seine Bewerbung abgelehnt hatte.
Holbrooke war dreimal verheiratet. In erster Ehe von 1964 bis 1972 mit der Anwältin Larrine Sullivan. Seine zweite Ehe ging Holbrooke 1977 mit der TV-Produzentin Blythe Babyak ein. Die Ehe wurde nach einem Jahr geschieden. In dritter Ehe heiratete er im Jahre 1995 Kati Marton. Richard Holbrooke hat zwei Söhne – David Dan und Anthony Andrew – aus der ersten Ehe mit Larrine Sullivan. Durch die Hochzeit mit Kati Marton kamen Elizabeth und Christopher hinzu, Kinder aus der Ehe von Kati Marton mit ABC-Anchorman Peter Jennings.
Von 1962 bis 1966 war er in Vietnam tätig, zuerst als regionaler Repräsentant der United States Agency for International Development (USAID) im Mekongdelta. Hier diente er in der Abteilung Rural Affairs („Ländliche Angelegenheiten“) in Sóc Trăng (Ort), nahe der Provinz Cà Mau, die eine Hochburg des Vietcong war. In seine Zuständigkeit fiel zumindest auf dem Papier die Betreuung von mehr als 300 sogenannten Wehrdörfern im Rahmen des Strategic Hamlet Programs. Tatsächlich befand sich ein Großteil der Ortschaften in der Hand des Vietcong, der laut Information der Nachrichtendienste in dieser Provinz mehr als 3000 Kader hatte, oder war von diesem zerstört worden.
Später war er an der US-Botschaft in Saigon als Stabsassistent der Botschafter Maxwell D. Taylor und Henry Cabot Lodge junior beschäftigt. Aus dieser Zeit stammt seine Freundschaft mit John Negroponte. 1966 kam Holbrooke zum Stab des Weißen Hauses von Präsident Lyndon B. Johnson. Zwischen 1967 und 1969 arbeitete er als Assistent für besondere Aufgaben der Staatssekretäre Nicholas Katzenbach und Elliot Richardson und verfasste einen Band der so genannten Pentagon-Papiere. Er nahm auch als Mitglied der amerikanischen Delegation an den Pariser Friedensgesprächen von 1968/69 teil. Nach einem Jahr in Princeton wurde er 1970 Leiter des Peace Corps in Marokko. Im Jahr darauf besuchte er das Peace Corps in Afghanistan. Später meinte er dazu: „Ich sah diese romantische, exotische, harmonische, multi-ethnische Gesellschaft kurz bevor sie zerstört wurde.“
Zwischen 1972 und 1976 war Holbrooke Herausgeber des Magazins Foreign Policy, 1974 und 1975 war er Mitherausgeber des Nachrichtenmagazins Newsweek. Seit 1992 war er Mitglied der Carnegie-Kommission zu Amerika und der sich ändernden Welt. Gesponsert von der Carnegie-Stiftung, gab er 1992 als Vorsitzender der Kommission Regierung und Erneuerung eine Studie heraus. Daneben veröffentlichte er zahlreiche Artikel und zwei Bücher.
Von 1977 bis 1981 war Holbrooke Abteilungsleiter für Ostasien und den Pazifik (Assistant Secretary of State for East Asian and Pacific Affairs) im Außenministerium unter Präsident Jimmy Carter. Dabei kehrte er die Korea-Politik des Abzugs amerikanischer Truppen aus Südkorea von Präsident Carter um und stellte die operative amerikanische Leitung unter dem kombinierten US-Südkoreanischen Kommando wieder her. Kritiker argumentieren, dass dies zur Unterstützung des Massakers gegen Studenten und Bürger im Gwangju-Aufstand im Mai 1980 durch die USA führte, bei dem je nach Quelle zwischen 154 und 2.300 Zivilisten ums Leben kamen (s. Hauptartikel Gwangju-Aufstand). In die gleiche Zeit fällt die allerdings schon 1975 begonnene indonesische Besatzung in Osttimor. Kritiker werfen Holbrooke in diesem Zusammenhang eine Mitschuld an Menschenrechtsverletzungen und am Tod von 200.000 Timoresen vor.
Holbrooke wurde einer breiten internationalen Öffentlichkeit bekannt, als er im Bosnienkrieg die rivalisierenden Fraktionen an einen Tisch brachte. Er reiste nach Belgrad zu Slobodan Milošević in Begleitung ausgewählter hochrangiger US-Militärs, die er seinem Gesprächspartner mit der Bemerkung vorstellte, „diese Soldaten befehligen die amerikanischen Luftstreitkräfte, die bereitstehen, Sie zu bombardieren, wenn wir nicht zu einer Einigung gelangen“. Durch diesen Druck erzwang er die Unterschriften von Slobodan Milošević, Alija Izetbegović und Franjo Tuđman unter das Abkommen von Dayton vom 21. November 1995, das auch die Grundlage für die Stationierung der SFOR-Truppen der NATO in Bosnien darstellte (siehe auch: Jugoslawienkriege). Holbrookes Bemühungen zur Verhinderung militärischer Auseinandersetzungen im Kosovo blieben dagegen ergebnislos.
Holbrooke war Mitglied des International Institute for Strategic Studies in London, des Citizens Committee for New York City und des Economic Club von New York. Auch war er Mitglied der Führung von American International Group (AIG) und des National Endowment for Democracy, Vorsitzender des International Rescue Committee and Refugees International sowie ab 2001 Vizepräsident der Kapitalbeteiligungsgesellschaft Perseus LLC. 1993 war Holbrooke neun Monate Botschafter der USA in Deutschland. Er war 1998 Gründungsvorsitzender der American Academy in Berlin, einer privat finanzierten Stiftung für kulturelle und intellektuelle deutsch-amerikanische Kontakte; bis zu seiner Berufung als Sondergesandter war Holbrooke Kuratoriumsvorsitzender der Academy. 1999 bis 2001 war er Botschafter bei der UNO.
Im US-Präsidentschaftswahlkampf 2008 unterstützte Holbrooke die demokratische Kandidatin Hillary Clinton. Am 22. Januar 2009 wurde er vom neugewählten Präsidenten Barack Obama zum Sonderbeauftragten für Pakistan und Afghanistan ernannt. Der ehemalige UN-Waffeninspekteur Scott Ritter hielt ihn für die falsche Wahl. Holbrooke kritisierte immer wieder die Außenpolitik der Regierung Obama, die er zu stark aufs Militärische und die öffentliche Meinung ausgerichtet sah; 2014 wurden Tonbänder veröffentlicht, auf denen er ab dem Sommer 2010 täglich seine Gedanken zur Politik der Regierung niederlegte.
Am 10. Dezember 2010 wurde Holbrooke ins George Washington University Hospital in Washington eingeliefert. Am 13. Dezember 2010 starb er dort an den Folgen einer Aortendissektion nach einer vielstündigen Notoperation. In seiner Ehrung anlässlich des Ablebens Holbrookes nannte Präsident Obama ihn „einen wahren Giganten amerikanischer Außenpolitik“ (“a true giant of American foreign policy”), dessen Arbeit das Leben von Millionen Menschen auf der Erde gerettet und bereichert habe.
Nach seinem Tode wurde im Februar 2011 der frühere United States Under Secretary of State Marc Grossman neuer US-Sondergesandter für Afghanistan und Pakistan.

## Lebensstationen
- 1969–1970: Studium an der Woodrow Wilson School der Princeton University
- 1970: Direktor des Peace Corps in Marokko
- 1972: Rückzug vom Auswärtigen Dienst
- 1974–1975: Berater der Präsidenten-Kommission für die Regierungsorganisation zur Ausführung der Außenpolitik
- 1976: Koordinator der Nationalen Sicherheitsangelegenheiten in der Präsidentschaftskampagne von Jimmy Carter
- 1977–1981: Staatssekretär im US-Außenministerium für Ostasien und den Pazifik (als die USA ihre vollen diplomatischen Beziehungen von der taiwanesischen Republik China auf die Volksrepublik China umstellten)
- 1981: Berater bei Lehman Brothers, später dort Geschäftsführer
- 1993: US-Botschafter in Deutschland
- 1994–1996: Staatssekretär im US-Außenministerium für Europa und Kanada
- 1995: Verhandlungsführer bei Friedensverhandlungen von Dayton
- 1997: Präsident Bill Clintons Sondergesandter für Zypern
- 1997: Verantwortlicher für die Geschäftsentwicklung in Europa und Fernen Osten bei der Credit Suisse
- 1999–2001: Ständiger Vertreter der USA bei den Vereinten Nationen (siehe auch Kosovokrieg)
- 2001–2008: Mitglied im AIG-Verwaltungsrat
- 2001: Berater im Council on Foreign Relations; dort war er Vorsitzender der Terrorismus-Arbeitsgruppe
- 2001: Berufung zum Direktor von Human Genome Sciences, Inc (Nasdaq: HGSI), einer Gesellschaft zur Erforschung des menschlichen Genoms in Rockville, Maryland
- 2002: Ab Oktober Vorsitzender der Asia Society zur Förderung der Beziehungen zwischen den USA und Asien.
- 2009: Ernennung zum Sonderbeauftragten für Pakistan und Afghanistan

## Preise und Auszeichnungen
- 1996: Erster Empfänger der Manfred-Wörner-Medaille
- 2000: Komtur des Stern von Rumänien
- 2002: Großes Bundesverdienstkreuz
- 2002: Großkomtur des Orden des litauischen Großfürsten Gediminas[19]
- 2002: Komtur mit Stern des Verdienstordens der Republik Polen[20]
- 2004: Wahl zum Mitglied der American Academy of Arts and Sciences
- 2004: Großkreuz des Orden des Infanten Dom Henrique[21]
- 2009: Augsburger Universitätspreis für Versöhnung und Völkerverständigung[22]

## Rezeption
Im November 2015 wurde die HBO-Dokumentation The Diplomat ausgestrahlt, in der Holbrookes Sohn David den Lebensweg seines Vaters schildert.

## Werke
- Counsel to the President: A Memoir. (Mit Clark Clifford). Random House, New York 1991, ISBN 0-394-56995-4.
- To End a War. Random House, New York 1998, ISBN 0-375-50057-X.
- Richard Holbrooke’s Op-Eds. In: The Washington Post (Holbrookes Op-Eds).